# Jvke
 (mars 2025).
La mise en forme du texte ne suit pas les recommandations de Wikipédia : il faut le « wikifier ».
Les points d'amélioration suivants sont les cas les plus fréquents :
- Les titres sont pré-formatés par le logiciel. Ils ne sont ni en capitales, ni en gras.
- Le texte ne doit pas être écrit en capitales (les noms de famille non plus), ni en gras, ni en italique, ni en « petit »…
- Le gras n'est utilisé que pour surligner le titre de l'article dans l'introduction, une seule fois.
- L'italique est rarement utilisé : mots en langue étrangère, titres d'œuvres, noms de bateaux, etc.
- Les citations ne sont pas en italique mais en corps de texte normal. Elles sont entourées par des guillemets français : « et ».
- Les listes à puces sont à éviter, des paragraphes rédigés étant largement préférés. Les tableaux sont à réserver à la présentation de données structurées (résultats, etc.).
- Les appels de note de bas de page (petits chiffres en exposant, introduits par l'outil «  Source ») sont à placer entre la fin de phrase et le point final[comme ça].
- Les liens internes (vers d'autres articles de Wikipédia) sont à choisir avec parcimonie. Créez des liens vers des articles approfondissant le sujet. Les termes génériques sans rapport avec le sujet sont à éviter, ainsi que les répétitions de liens vers un même terme.
- Les liens externes sont à placer uniquement dans une section « Liens externes », à la fin de l'article. Ces liens sont à choisir avec parcimonie suivant les règles définies. Si un lien sert de source à l'article, son insertion dans le texte est à faire par les notes de bas de page.
- La présentation des références doit suivre les conventions bibliographiques. Il est recommandé d'utiliser les modèles {{Ouvrage}}, {{Chapitre}}, {{Article}}, {{Lien web}} et/ou {{Bibliographie}}. Le mode d'édition visuel peut mettre en forme automatiquement les références.
- Insérer une infobox (cadre d'informations à droite) n'est pas obligatoire pour parachever la mise en page.

Pour une aide détaillée, merci de consulter Aide:Wikification.
Si vous pensez que ces points ont été résolus, vous pouvez retirer ce bandeau et améliorer la mise en forme d'un autre article.
Jacob Dodge Lawson, (né le 3 mars 2001), connu professionnellement sous le nom de Jvke (stylisé en majuscules et prononcé « Jake »), est un auteur-compositeur-interprète américain, producteur de disques et personnalité des réseaux sociaux. Pendant les confinements liés au COVID-19, il a commencé à créer des vidéos TikTok pour ses chansons, dont l'une, Upside Down, est devenue virale en 2021. Son premier album, This Is What ____ Feels Like (Vol. 1–4) (2022), a atteint la 40e place du Billboard 200, tandis que la chanson Golden Hour a atteint la 10e place du Billboard Hot 100.
Lawson a été nommé MTV Push Artist pour octobre 2022, et il a interprété Golden Hour en direct au Tonight Show avec Jimmy Fallon, ainsi que plusieurs performances en Europe pour MTV.

## Biographie

### Jeunesse (2001-2020)
Jacob Dodge Lawson est né à Providence, dans le Rhode Island. Fils d'un professeur de musique et d'un pasteur, il a commencé à prendre des cours de piano très jeune et a chanté et écrit des chansons pour son église,. Avant d'être transféré au lycée public de sa ville natale de Cranston, Lawson a fréquenté une école catholique. Il a étudié au Community College of Rhode Island pendant un an et demi avant d'abandonner ses études pour se consacrer à la musique à plein temps.

### Carrière (depuis 2020)
En 2020, pendant les confinements liés au COVID-19, Lawson et sa famille ont rejoint TikTok. Après une première période de création de sketches et d'autres vidéos, il a annoncé son premier single, Upside Down,. La chanson est devenue populaire, ce qui a conduit Charlie Puth à approcher Lawson pour un remix. Lors d'un live sur Instagram en janvier 2021, Lawson a annoncé qu'il collaborerait avec Galantis sur une chanson. Cette chanson, Dandelion, est sortie en janvier 2021.
Lawson a sorti Golden Hour le 15 juillet 2022, une chanson que lui et son frère Zac Lawson ont écrite et produite, ainsi que le montage de son clip vidéo. C'était sa première chanson à figurer dans les charts Billboard, ce qui lui a valu une attention mondiale et des invitations à apparaître dans des émissions de télévision. Il a également été nommé MTV Push Artist pour octobre 2022. [citation nécessaire] Après la sortie de la chanson, MTV UK a demandé à Lawson d'interpréter la chanson, qu'ils ont publiée sur YouTube. Il a également été reconnu par MTV Italia pour laquelle il s'est produit.
Golden Hour a fait ses débuts au Billboard Hot 100 à la 71e place, et a culminé à la 10e place. Il a également atteint la 19e place du UK Singles Chart.
Le 17 novembre 2022, il a annoncé sa première tournée, passant par New York, Los Angeles et d'autres villes du pays.
Le 8 décembre 2022, Lawson a sorti Hero, une collaboration avec Martin Garrix et le jeu de cartes mobile Marvel Snap.
En 2023, Lawson a été présenté sur le morceau Angel Pt. 1, une chanson de Kodak Black et NLE Choppa, et également avec Jimin de BTS et Muni Long. La chanson fait partie de la bande originale de Fast X.
Le 28 septembre 2023, Lawson a sorti un nouveau single, This Is What Space Feels Like, via un SMS avec une vidéo aux fans qui se sont inscrits pour recevoir ses SMS. Il avait déjà teasé de nouveaux morceaux sur la plateforme de médias sociaux X.

## Discographie

### Albums studios
This Is What Feels Like (Vol. 1–4) (2022)

### Singles
Upside Down (2020)
Dandelion (2021)
This Is What Falling in Love Feels Like (2022)
Golden Hour (2022)
Hero (2022)
This Is What Heartbreak Feels Like (2023)
This Is What Losing Someone Feels Like (2023)
With All My Heart (2023)
Fool 4 U (2023)
Angel Pt. 2 (2023)
This Is What Autumn Feels Like (2023)
This Is What Space Feels Like (2023)
This Is What Winter Feels Like (2024)
Lavender (2024)
Don't Let Me Down (2024)
Clouds (2024)
This Is What Slow Dancing Feels Like (2024)
Mi Amor (2024)
Never Get Used to This (2024)
This Is What Forever Feels Like (2024)

### Compilations
This Is What Falling in Love Feels Like (2022)
This Is What Heartbreak Feels Like (2022)
This Is What Sadness Feels Like (2022)
This Is What Falling Out of Love Feels Like (2022)

### Collaborations
U Love U (2022)
Angel Pt. 1 (2023)
Strings (2023)
Broken Melodies (2023)
Fire! (2023)
This is what heartbreak feels like [REMIX] (2025)